# 和歌山県道197号滝切目停車場線
和歌山県道197号滝切目停車場線（わかやまけんどう197ごう たききりめていしゃじょうせん）は、和歌山県日高郡みなべ町から日高郡印南町に至る一般県道である。

## 概要
日高郡みなべ町滝から日高郡印南町大字島田に至る。

### 路線データ
- 起点：和歌山県日高郡みなべ町滝（国道424号交点）
- 終点：和歌山県日高郡印南町大字島田（JR西日本紀勢本線 切目駅前）
- 実延長：13.751 km

## 歴史
- 1959年（昭和34年）5月14日 - 和歌山県が一般県道として滝切目停車場線を認定[1]。
- 2012年（平成24年）12月28日 - 和歌山県告示第1512号により、日高郡印南町島田地内の2,051 mの県道認定が解除、和歌山県道202号古井西の地線および国道42号と重複してJR西日本紀勢本線 切目駅に向かう道が県道認定される[注釈 1][2]。

## 路線状況

### 重複区間
- 和歌山県道30号田辺印南線（日高郡みなべ町熊瀬川 - 日高郡印南町大字樮川）
- 和歌山県道202号古井西の地線（日高郡印南町大字宮ノ前）
- 黒潮フルーツライン（日高郡印南町大字古屋）
- 和歌山県道202号古井西の地線（日高郡印南町大字西ノ地 - 日高郡印南町大字西ノ地・切目大橋北詰交差点）
- 国道42号（日高郡印南町大字西ノ地・切目大橋北詰交差点 - 日高郡印南町大字島田・切目駅前南交差点）

### 道路施設

#### 橋梁
- 坊丈橋（切目川、日高郡印南町）
- 新切目橋（切目川、日高郡印南町、国道42号重複区間内）

## 地理

### 通過する自治体
- 和歌山県
  - 日高郡みなべ町 - 日高郡印南町

### 交差する道路
| 交差する道路                                                   | 市町村名 | 市町村名 | 交差する場所           | 交差する場所       |
| -------------------------------------------------------------- | -------- | -------- | ---------------------- | ------------------ |
| 国道424号                                                      | 日高郡   | みなべ町 | 滝                     | 起点               |
| 和歌山県道196号たかの金屋線                                    | 日高郡   | みなべ町 | 高野                   |                    |
| 和歌山県道30号田辺印南線 重複区間起点                          | 日高郡   | みなべ町 | 熊瀬川                 |                    |
| 和歌山県道30号田辺印南線 重複区間終点                          | 日高郡   | 印南町   | 大字樮川（ほくそがわ） |                    |
| 和歌山県道202号古井西の地線 重複区間起点                       | 日高郡   | 印南町   | 大字宮ノ前             |                    |
| 和歌山県道202号古井西の地線 重複区間終点                       | 日高郡   | 印南町   | 大字宮ノ前             |                    |
| 黒潮フルーツライン 重複区間起点                                | 日高郡   | 印南町   | 大字古屋               |                    |
| 黒潮フルーツライン 重複区間終点                                | 日高郡   | 印南町   | 大字古屋               |                    |
| 和歌山県道202号古井西の地線 重複区間起点                       | 日高郡   | 印南町   | 大字西ノ地             |                    |
| 国道42号 重複区間起点 和歌山県道202号古井西の地線 重複区間終点 | 日高郡   | 印南町   | 大字西ノ地             | 切目大橋北詰交差点 |
| 国道42号 重複区間終点                                          | 日高郡   | 印南町   | 大字島田               | 切目駅前南交差点   |

### 交差する鉄道
- 紀勢本線

### 沿線
- 印南町立切目中学校
- 切目川
- 切目郵便局
- 太平洋
- 御坊警察署 島田駐在所
- JR西日本紀勢本線 切目駅

### 峠
- 大楠峠（日高郡みなべ町）